# Landtagswahlkreis Bad Dürkheim
La circonscription électorale de Bad Dürkheim (Landtagswahlkreis Bad Dürkheim en allemand)(Wahlkreis 42, jusqu'aux élections régionales de 2016 encore appelée Wahlkreis 41) est une circonscription électorale du Landtag de Rhénanie-Palatinat.

## Histoire
Le droit de vote en Rhénanie-Palatinat a été réformé lors des élections régionales de 1991. Alors qu'il s'agissait auparavant d'un simple scrutin de liste, il a été transformé - comme pour les élections au Bundestag et les élections au Landtag de la plupart des autres Länder - en un scrutin à deux voix, dans lequel une partie des députés sont élus directement dans des circonscriptions électorales. La circonscription électorale de Bad Dürkheim comprenait initialement les communes sans association de Bad Dürkheim et Grünstadt ainsi que les communes associées (Verbandsgemeinde] de Deidesheim, Freinsheim, Grünstadt-Land, Hettenleidelheim et Wachenheim. De cette manière, elle englobait la majeure partie de la circonscription qui lui donnait son nom ; seuls Haßloch et la commune associée de Lambrecht ont été rattachés à la circonscription voisine de Neustadt an der Weinstraße.
La circonscription électorale a connu une croissance démographique supérieure à la moyenne. Comme elle constituait déjà depuis 2006 la plus grande circonscription électorale du Landtag de Rhénanie-Palatinat en termes de population, la commune associée de Hettenleidelheim a rejoint la circonscription électorale de Donnersberg lors des élections de 2016. En 2018, cette commune a fusionné avec la commune de Grünstadt-Land pour former la commune de Leiningerland, ce qui fait que la frontière des deux circonscriptions passe depuis lors au milieu de cette dernière. Jusqu'en 2011, cela ne s'était jamais produit en Rhénanie-Palatinat.
Le premier député élu directement fut Fritz Preuss du SPD en 1991. Norbert Mittrücker de la CDU l'a emporté en 1996 et Manfred Geis du SPD de 2001 à 2016. En 2021, Markus Wolf de la CDU a remporté le mandat direct.

## Élections de 2021
Aux Élections régionales de 2021 en Rhénanie-Palatinat le 14 mars 2021, se sont présentés 10 candidats directs et 8 partis.
| Candidat                      | Parti | Premier vote en % | Deuxième vote en % |
| ----------------------------- | ----- | ----------------- | ------------------ |
| Markus Wolf (homme politique) | CDU   | 32                | 28,4               |
| Christoph Spies               | SPD   | 30,1              | 35,4               |